# 10974 Carolalbert
A 10974 Carolalbert (ideiglenes jelöléssel 2225 T-2) a Naprendszer kisbolygóövében található aszteroida. Cornelis Johannes van Houten,  Ingrid van Houten-Groeneveld és Tom Gehrels fedezte fel 1973. szeptember 29-én.